# Glamis
Glamis (prononcer [Glamz], /ɡlɑːmz/) est un petit village de la zone administrative écossaise de l'Angus. 

## Histoire
Au VIIe siècle, Saint Fergus commande la construction d'une église à Glamis. Une église médiévale lui est consacrée sur le même site en 1242. Le temple actuel est achevé en 1792. Seule une nef datant de la seconde moitié du XVe siècle, la Strathmore Aisle, survit de la structure précédente. Le puits de St Fergus, qui aurait été utilisé par l'homme religieux pour les baptêmes, se trouve à proximité de l'église.
En 1491, Jacques IV fait de Glamis un burgh of barony (en) et lui accorde le droit de tenir une foire annuelle le 17 novembre, jour de la fête de St Fergus. Depuis, Glamis devient un centre religieux régional.
Le noyau historique du village est bâti à la fin du XVIIIe siècle par John Bowes, le 9ème comte de Strathmore, qui avait pour objectif de reloger les ouvriers déplacés lors du réaménagement du château de Glamis et de son domaine.

## Situation
Le bourg est situé à quelque six kilomètres au sud de Kirriemuir et à huit kilomètres au sud-ouest de Forfar.

## Monument remarquable
C'est à cet endroit que se trouve le château de Glamis, maison natale de la princesse Margaret, sœur de la reine Élisabeth II. Sa mère, Elizabeth Bowes-Lyon aussi connue comme la « Reine mère », passe son enfance ici. C'est également le lieu de la mort du dernier roi alpin des Scots, Malcom II, le 25 novembre 1034.
Le village abrite aussi l'Angus Folk Museum, qui fut installé dans les locaux de six cottages construits en 1793. Le musée est géré par le National Trust for Scotland.

## Glamis et Shakespeare
Dans la tragédie Macbeth de William Shakespeare, le personnage de MacBeth est désigné au premier acte comme le thane (titre qui, dans l'Angleterre médiévale, correspondant à celui de gentilhomme) de Glamis. Le personnage historique ayant inspiré Shakespeare, le roi Macbeth Ier d'Écosse n'avait cependant aucun rapport avec Glamis, puisqu'il provenait du Moray, une région de l'Écosse située plus au Nord.